# Koncentracijsko taborišče Dachau
Koncentracijsko taborišče Dachau (KZ Dachau) je bilo nemško taborišče v mestu Dachau, okoli 20 km severno od Münchna. Danes je lokacija na območju razširjene bavarske prestolnice. Bilo je prvi večji tovrstni objekt nacističnega režima. Kot preurejeno tovarno smodnika so ga odprli že leta 1933. Osvobojeno je bilo 29. aprila 1945. Zadnji jetniki so odšli iz njega junija 1945.

## Prevzgojni zavod
21. marca 1933 so ga ustanovili nacisti. Glavna pobudnika sta bila Heinrich Himmler, ki je bil takrat načelnik policije v Münchnu, in Hermann Göring, kasneje drugi človek tretjega Reicha. Taborišče so takrat opisovali kot prvo koncentracijsko taborišče, v katerem so najprej »prevzgajali« politične nasprotnike (antinaciste). Zgrajeno je bilo na močvirnem območju opuščene tovarne streliva, severovzhodno od bavarskega mesta Dachau v južni Nemčiji.
V prvem letu so tja zaprli okrog 4.800 jetnikov. Na začetku so v glavnem zapirali nemške komuniste, socialne demokrate in druge, ki so kakorkoli nasprotovali nacizmu. Čez čas so bili kandidati za »prevzgojo« Jehovove priče, Romi, homoseksualci, ljudje, označeni kot asocialci in kriminalci.
Sčasoma so tja pošiljali vse več Judov. Sprva so jih zaprli, ker bi naj pripadali kateri izmed prej naštetih skupin, ali so jih zaradi manjšega prekrška obsodili na dosmrtno ječo, oziroma da so svojo kazen do smrti prestali v taborišču. Sledili so Slovani in drugi: Poljaki, Rusi, Čehi, Francozi, Italijani, Jugoslovani, med njimi v veliki večini tudi Slovenci (tudi Korošci, Prekmurci, Primorci - registrirani kot prebivalci drugih držav).

## Preureditev v taborišče
V začetku leta 1937 so enote SS zadolžile ujetnike, da prenovijo stavbe taborišča Dachau na območju sedanjega taborišča. Jetniki so bili prisiljeni v to delo. Morali so zrušiti nekdanjo tovarno streliva, bili so pod velikim psihičnim pritiskom, pogoji za delo so bili izredno slabi, hrane je bilo malo. Stavbe so bile zgrajene v sredini avgusta 1938, taborišče je bilo bistveno spremenjeno. Kasneje so dodajali različna pomožna taborišča v okolici. Delovalo je do 29. aprila 1945, ko so ga osvobodili Američani; jetniki so se postopoma vrnili v domovine. V taborišče so pripeljali druge zapornike, nacistične obtožence. 
Dachau je postal že v poznih v tridesetih letih prvo učinkovito delovno in uničevalno taborišče v takratnem tretjem rajhu. Bilo je tudi vzorec za vsa druga taborišča, ki so jih odpirali kasneje. Število judovskih jetnikov je vedno bolj naraščalo, najbolj je naraslo med 10. na 11. novembrom 1938, ko je Hitler izvedel kristalno noč in zaprl 10.000 Judov. Večina je bilo moških, ki so jih kasneje izselili iz Nemčije.
Taborišče je bilo nekaj časa del vojnega centra za vaje enot SS, kjer so razvijali uničevalske in prevzgojne tehnike.

### Prostorska organizacija in dogajanje
Taborišče je bilo razdeljeno v dve območji: ožje taborišče in območje krematorija ter širše območje s tovarnami, vrtovi in drugimi obrati ter podružnicami. Taboriščna cona je zajemala 32 podolgovatih pritličnih barak. V teh so bili jetniki z različnim statusom; v taborišču so bili zaprti skoraj izključno moški. Del barak je bil urejen kot hiralnica, bolniški "revir". Del prostorov je bil rezerviran za medicinske poskuse na ljudeh. Glavna pisarna je bila zaklenjena in dostopna le posebej določenim osebam. Na dodatno ograjenem zemljišču so morale biti posebna kuhinja, pralnica in drugi funkcionalni prostori. V širšem prostoru so bile tovarne in obdelovalne površine.
Leta 1942 so krematorijsko območje postavili zraven glavnega taborišča. Vključevalo je star krematorij z eno samo pečjo in nov krematorij s štirimi pečmi. Za to so eno stavbo dogradili. Število žrtev v drugem krematoriju ni bilo nikoli popolnoma natančno raziskano, Nemci pa so nasprotno trdili, da ga sploh niso nikoli uporabili. čeprav dokazi kažejo drugače.
Taboriščnike, ki so zboleli ali bili prešibki za delo v taborišču, so običajno poslali na »evtanazijo« v center blizu Linza v Avstriji, kjer jih je bilo ubitih nekaj tisoč. Za nekatere prekrške so kaznovali z obešanjem.
Tako v Dachauu kot tudi v ostalih nacističnih taboriščih so na jetnikih izvajali medicinske poskuse. Na njih so preizkušali zdravila proti tuberkulozi, druge antibiotike, analgetike. Jetnike so pustili krvaveti, da so z njihovo krvjo lahko s transfuzijo pomagali, komur so pač želeli. Izvajali so poskuse v mrzli vodi ali z izjemnim pritiskom. Na različne brutalne načine je umrlo veliko jetnikov. Nekateri preživeli so imeli trajne posledice.
Poleti 1944 je bilo v sklopu Dachauskega taborišča zgrajenih že 300 manjših taborišč, ki jih je zgradilo 30.000 jetnikov, ki so delali zelo trdo, dan in noč, v posamezni izmeni po 12 ur. Mnogo jih je od težkega in napornega dela umrlo.
Bolj kot se je bližal konec vojne, bolj so nacisti pritiskali na Nemce, ki so bili proti nacizmu in jih pošiljali v taborišča skupaj z ljudmi iz okupiranih držav. Sprva so jih pošiljali v lokalna, kasneje so jih na veliko premeščali v Dachau. Tja so selili tudi taboriščnike z območij, ki jih je osvobajala sovjetska vojska. Pot je bila dolga, hrane in vode skorajda ni bilo, torej so jetniki prišli izmučeni in na smrt izstradani, če že niso po poti umrli. V Dachau so zapornike iz drugih taborišč vozili tudi z vlaki, katerih vagone tedne ali mesece ni nihče odprl.

## Osvoboditev in število žrtev
26. aprila 1945, ko so se Američani bližali taborišču, je bilo uradno registriranih okrog 70.000 zapornikov v Dachauu in sestrskih taboriščih. Največ je bilo političnih nasprotnikov različnih narodnosti (Poljakov, Rusov, Francozov, Slovencev), po številu so bili v centralnem taborišču za njimi Judje. Tri dni kasneje so Američani osvobodili Dachau.
Število žrtev med letoma 1933 in 1945 se giblje okrog 188.000, med letoma 1940 in 1945 okrog 28.000. Evidentirane so zgolj žrtve, ki so uradno umrle po prihodu v taborišče; številne ljudi so pobili, še preden so jih popisali in razporedili v taborišče ali podružnice. Čisto natančno število žrtev nikoli ne bo popolnoma jasno, posebej, ker so v taborišče brez natančnih evidenc pred koncem vojne prepeljali tudi jetnike iz drugih taborišč z različnih območij Nemčije.
V taborišču je bilo izjemno veliko Slovencev, zlasti mladih intelektualcev in drugih izobražencev. Samo v glavnem taborišču je bilo takoj po osvoboditvi popisanih kar 2907 preživelih Slovencev in, primerjalno, le 2537 Judov. Samo Rusov, Poljakov in Francozov je bilo več kot naših rojakov. Natančno število Slovencev, ki so trpeli in umirali v taborišču, ne bo nikoli znano, ker so bili ob prihodu nekateri vpisani po državljanstvu kot Avstrijci, Italijani, Madžari, Jugoslovani ali redkeje kot Slovenci. V obdobju 1933 do 1945 so veliko ljudi premeščali. Zato so nekateri rojaki tu preživeli krajše obdobje. Vseh, ki so bili pripeljani v Dachau, njegove podružnice, bili prestavljeni, tu umrli ali preživeli do osvoboditve, je bilo nad 8.000. Preživeli Slovenci so organizirano zapustili taborišče v začetku junija 1945 v treh večjih transportih na ameriških tovornjakih. Pred odhodom so dober mesec dni izdajali svoj časopis Dachauski poročevalec in dokumentirali stanje s fotografijami in risbami. Znane risbe so izdelali Zoran Mušič, Božo Pengov, Vlasto Kopač, France Uršič, Bruno Vavpotič in drugi. Simbolični taboriščni tarok je v podružnici taborišča narisal arhitekt Boris Kobe. Bil je eden od Plečnikovih učencev v taborišču, kjer so bili še Dragotin Fatur, Kopač, Marko Župančič in drugi. Desetletja kasneje so svoje spomine skozi likovne izdelke izražali tudi drugi ustvarjalci z izkušnjo taborišč, kakor Karel Appel ali Bogdan Borčić. Med znanimi pisatelji je bil v taborišču krajši čas Boris Pahor; dalj časa Fran Albreht, Boris Fakin, Alojz Kraigher, Vladimir Kralj in Ludvik Mrzel. Med umrlimi je bil Ivo Grahor. Iz taborišča se ni vrnil bivši ljubljanski župan Dinko Puc. Taboriščnik je bil Mirko Košir, ubiti obsojenec z Dachauskih procesov, podobno Branko Diehl. Enako trpko usodo je imel kemik Fakin (Igor Torkar), ki so ga po vojni obsodili in zaprli še novi, komunistični oblastniki v Jugoslaviji, skupaj z drugimi inženirji in nič krivimi intelektualci. Kot obtoženec v Dachauskih procesih je moral odsedeti še štiri leta in štiri dni. Desetino drugih so ubili. 
Po vojni so medvojne barake nemškega taborišča morali požgati zaradi higienskih in zdravstvenih vzrokov; taborišče je sprejelo begunce z vzhoda. Dotrajani in izrabljeni objekti so bili leglo raznih bolezni in njih prenašalcev: uši, stenic, bolh, gnid in druge golazni. Obnovljeni sta samo dve baraki, ohranjeni in prezentirani pa so betonski temelji vseh ostalih.  
V stavbi, kjer sta bili med 2. svetovno vojno menza in kuhinja, je danes muzej. Ohranjena je še komandantura, ki je bila za tako strašno in veliko taborišče presenetljivo majhna. V pritličju so bili prostori za SS-stražarje na dolžnosti in za počitek. Slovita so kovinska vhodna vrata z napisom Arbeit macht frei. (Delo osvobaja). V taborišču je bil dve desetletji po vojni postavljen spomenik žrtvam, oblikoval ga je jugoslovanski kipar Nandor Glid (1967).  
Viri 
- http://www.ushmm.org/wlc/en/article.php?ModuleId=10005214
- Hardvik Pirnovar, Dachau : fotografije in risbe iz koncentracijskega taborišča s komentarjem, Celje 1999.